# Solingen
Solingen je německé město ve spolkové zemi Severní Porýní-Vestfálsko. Žije zde přibližně 162 tisíc obyvatel. Město je známé pro svou výrobu nožů a nůžek. Během druhé světové války bylo centrum Solingenu kompletně zničeno. 

## Výroba nožů
Město je známé díky tradiční výrobě nožů. Dříve v městě existovaly stovky nožířů, v současnosti jich jsou desítky.
Solingen se však nepoužívá jako značka. Jednotliví výrobci používají název firmy + výraz Solingen:
- Böker Solingen
- Burgvogel Solingen
- Dovo Solingen
- J.A.Henckels Solingen
- Zwilling Solingen
- Razolution Solingen
- Wüsthof Solingen
- Felix Solingen
- Zepter Solingen

## Geografie
Sousední obce: Wuppertal, Remscheid, Wermelskirchen, Burscheid, Leichlingen (Rheinland), Langenfeld (Rheinland), Hilden a Haan.
Město se dělí na 5 okresů: Solingen-střed, Ohligs/Aufderhöhe/Merscheid, Burg/Höhscheid, Wald a Gräfrath.

## Znak
Znak města Solingen tvoří na modrém pozadí dva zkřížené stříbrné meče se zlatou rukojetí a kotva, symbolizující patrona města Klementa I. Nad nimi je zlatá koruna z pěti věží. Věže ale nepředstavují 5 měst, ze kterých Solingen v roce 1929 vznikl, nýbrž symbolizují, že se jedná o město s počtem obyvatel více než 100 000. Právo na vlastní znak získalo město v roce 1935. Jeho autorem je malíř a heraldik Wolfgang Pagenstecher.

## Pamětihodnosti
- Neogotický kostel sv. Klimenta
- Zámek Burg
- Zámek Hackhausen
- Nejvyšší železniční most v Německu Müngstener Brücke

## Rodáci
- Martin Gerschwitz, člen skupiny Iron Butterfly.

## Partnerská města
- Aue, Německo, 1990
- Blyth, Velká Británie, 1962
- Gouda, Nizozemsko, 1957
- Chalon-sur-Saône, Francie, 1960
- Jinotega, Nikaragua, 1985
- Ness Ziona, Izrael, 1986
- Thiès, Senegal, 1990
- Złotoryja, Polsko, 1955